# Handzame Classic 2014
La Handzame Classic 2014, dodicesima edizione della corsa, valida come evento dell'UCI Europe Tour 2014 categoria 1.1, si svolse il 21 marzo 2014 su un percorso di 198,3 km, con partenza da Bredene ed arrivo ad Handzame, in Belgio. La vittoria fu appannaggio dello sloveno Luka Mezgec, che completò il percorso in 4h 26' 53" alla media di 44,58 km/h, precedendo l'olandese Theo Bos e il belga Edward Theuns, arrivato terzo.
Dei 181 ciclisti iscritti partirono in 180 e tagliarono il traguardo in 87.

## Squadre partecipanti
| N.      | Cod. | Squadra                       |
| ------- | ---- | ----------------------------- |
| 1-8     | LTB  | Lotto-Belisol Team            |
| 11-18   | OPQ  | Omega Pharma-Quickstep        |
| 21-28   | BEL  | Belkin Pro Cycling Team       |
| 31-38   | BMC  | BMC Racing Team               |
| 41-48   | GIA  | Team Giant-Shimano            |
| 51-58   | TSV  | Topsport Vlaanderen-Baloise   |
| 61-68   | WGG  | Wanty-Groupe Gobert           |
| 71-78   | AND  | Androni Giocattoli-Venezuela  |
| 81-88   | TNE  | Team NetApp-Endura            |
| 91-98   | MTN  | MTN-Qhubeka                   |
| 101-108 | CCC  | CCC Polsat-Polkowice          |
| 111-118 | VGS  | Vastgoedservice-Golden Palace |

| N.      | Cod. | Squadra                     |
| ------- | ---- | --------------------------- |
| 121-128 | RIJ  | Cyclingteam De Rijke-Shanks |
| 131-138 | WIL  | Vérandas Willems            |
| 141-148 | VER  | Veranclassic-Doltcini       |
| 151-158 | WBC  | Wallonie-Bruxelles          |
| 161-168 | MMM  | Team 3M                     |
| 171-178 | SKT  | An Post-Chainreaction       |
| 181-188 | MET  | Metec-TKH                   |
| 191-198 | LDT  | Leopard Development Team    |
| 201-208 | JTW  | Josan-ToWin Cycling Team    |
| 211-218 | CIB  | Cibel                       |
| 221-228 | KOG  | Koga Cycling Team           |
| 231-238 | STG  | Team Stölting               |

## Ordine d'arrivo (Top 10)
| Pos. | Corridore         | Squadra        | Tempo    |
| ---- | ----------------- | -------------- | -------- |
| 1    | Luka Mezgec       | Giant-Shimano  | 4h26'53" |
| 2    | Theo Bos          | Belkin         | s.t.     |
| 3    | Edward Theuns     | Topsport       | s.t.     |
| 4    | Antoine Demoitié  | Wallonie       | s.t.     |
| 5    | Klaas Lodewyck    | BMC Racing     | s.t.     |
| 6    | Danilo Napolitano | Wanty-Gobert   | s.t.     |
| 7    | Jelle Mannaerts   | Vérandas Will. | s.t.     |
| 8    | Kenny Dehaes      | Lotto-Belisol  | s.t.     |
| 9    | Oliver Naesen     | Cibel          | s.t.     |
| 10   | Joeri Stallaert   | Veranclassic   | s.t.     |